# Lake Barcroft (Virginia)
Lake Barcroft es un lugar designado por el censo en el  condado de Fairfax, Virginia  (Estados Unidos). Según el censo de 2010 tenía una población de 9.558 habitantes.

## Demografía
Según el censo del 2000, Lake Barcroft tenía 8.906 habitantes, 3.589 viviendas, y 2.415 familias. La densidad de población era de 1.392,2 habitantes por km².
De las 3.589 viviendas en un 26,9%  vivían niños de menos de 18 años, en un 56,9%  vivían parejas casadas, en un 7,1% mujeres solteras, y en un 32,7% no eran unidades familiares. En el 26% de las viviendas  vivían personas solas el 9,1% de las cuales correspondía a personas de 65 años o más que vivían solas. El número medio de personas viviendo en cada vivienda era de 2,48 y el número medio de personas que vivían en cada familia era de 2,97.
Por edades la población se repartía de la siguiente manera: un 20,5% tenía menos de 18 años, un 5,3% entre 18 y 24, un 29,8% entre 25 y 44, un 28,2% de 45 a 60 y un 16,1% 65 años o más.
La edad media era de 42 años.  Por cada 100 mujeres de 18 o más años  había 92,7 hombres.
La renta media por vivienda era de 83.593$ y la renta media por familia de 101.562$. Los hombres tenían una renta media de 62.882$ mientras que las mujeres 52.284$. La renta per cápita de la población era de 46.293$. En torno al 2,7% de las familias y el 3,4% de la población estaban por debajo del umbral de pobreza.

## Localidades adyacentes
El siguiente diagrama muestra a las localidades más próximas a Lake Barcroft.